# مسلم بن ولید
مسلم بن ولید انصاری همچنین شهرت‌یافته به صَریعُ الغوانی (۷۵۳–۸۱۳م) شاعر عراقی در سدهٔ دوم هجری بود. در شعر بدیعیات سرآمد بود و نزد بزرگان عباسی نفوذ داشت.  